# Lalgudi
Lalgudi é uma panchayat (vila) no distrito de Tiruchirappalli, no estado indiano de Tamil Nadu.

## Geografia
Lalgudi está localizada a 10° 52′ N, 78° 50′ L. Tem uma altitude média de 57 metros (187 pés).

## Demografia
Segundo o censo de 2001,  Lalgudi  tinha uma população de 21.204 habitantes. Os indivíduos do sexo masculino constituem 50% da população e os do sexo feminino 50%. Lalgudi tem uma taxa de literacia de 81%, superior à média nacional de 59.5%: a literacia no sexo masculino é de 86% e no sexo feminino é de 76%. Em Lalgudi, 10% da população está abaixo dos 6 anos de idade.